# Slovénie au Concours Eurovision de la chanson 2017
La Slovénie est l'un des quarante-deux pays participants du Concours Eurovision de la chanson 2017, qui se déroule à Kiev en Ukraine. Le pays est représenté par Omar Naber et sa chanson On My Way. Le pays termine 17e avec 36 points en demi-finale et ne parvient donc pas à se qualifier en finale.

## Sélection
Le diffuseur slovène confirme sa participation le 20 juillet 2016, reconduisant le format EMA 2017 comme sélection.

### Format
La sélection se déroule en deux demi-finales puis une finale. Dans chaque demi-finale, huit artistes participent. À l'issue de chacune, quatre se qualifient pour la fine, laquelle désigne le gagnant parmi les huit chanteurs restants.
Lors des demi-finales, deux artistes sont qualifiés grâce au vote du public slovène. Les deux autres qualifiés sont les deux mieux classées par le jury parmi les chansons restantes.

### Chansons
| Artiste                                    | Chanson            |
| ------------------------------------------ | ------------------ |
| Alya                                       | Halo               |
| Amaya                                      | NC                 |
| BQL                                        | Heart of Gold      |
| Clemens                                    | Tok ti sede        |
| Ina Shai                                   | Colour Me          |
| Kataya & Duncan Kamakana                   | Are You There      |
| KiNG FOO                                   | Wild Ride          |
| Lea Sirk                                   | Freedom            |
| Nika Zorjan                                | Fse                |
| Nuška Drašček                              | Flower in the Snow |
| Omar Naber                                 | On My Way          |
| Raiven                                     | Zažarim            |
| Sell Out                                   | Ni panike          |
| Tim Kores                                  | Open Fire          |
| Tosca Beat                                 | Free World         |
| United Pandaz & Arsello feat. Alex Volasko | Heart to Heart     |
| Zala                                       | Lalalatino         |

### Émissions

#### Première demi-finale
- Qualifiés par le jury
- Qualifié par le télévote

| Ordre | Artiste     | Chanson    | Télévote | Télévote | Jury |
| ----- | ----------- | ---------- | -------- | -------- | ---- |
| 1     | KiNG FOO    | Wild Ride  | 407      | 8        | 2    |
| 2     | Nika Zorjan | Fse        | 1185     | 4        | 3    |
| 3     | Tosca Beat  | Free World | 1270     | 3        | 5    |
| 4     | Lea Sirk    | Freedom    | 879      | 5        | 4    |
| 5     | Sell Out    | Ni panike  | 1828     | 2        | 8    |
| 6     | Zala        | Lalalatino | 412      | 7        | 7    |
| 7     | Alya        | Halo       | 864      | 6        | 6    |
| 8     | Omar Naber  | On My Way  | 2506     | 1        | 1    |

#### Deuxième demi-finale
- Qualifiés par le jury
- Qualifié par le télévote

| Ordre | Artiste                                    | Chanson            | Télévote | Télévote | Jury |
| ----- | ------------------------------------------ | ------------------ | -------- | -------- | ---- |
| 1     | Clemens                                    | Tok ti sede        | 253      | 8        | 6    |
| 2     | Raiven                                     | Zažarim            | 1467     | 3        | 4    |
| 3     | Kataya & Duncan Kamakana                   | Are You There      | 724      | 6        | 8    |
| 4     | BQL                                        | Heart of Gold      | 3486     | 1        | 3    |
| 5     | Ina Shai                                   | Colour Me          | 788      | 5        | 5    |
| 6     | United Pandaz & Arsello feat. Alex Volasko | Heart to Heart     | 370      | 7        | 7    |
| 7     | Tim Kores                                  | Open Fire          | 899      | 4        | 2    |
| 8     | Nuška Drašček                              | Flower in the Snow | 1687     | 2        | 1    |

#### Finale
- Vainqueur

| Ordre | Artiste       | Chanson            | Jury | Télévote | Télévote | Total | Place |
| ----- | ------------- | ------------------ | ---- | -------- | -------- | ----- | ----- |
| 1     | Sell Out      | Ni panike          | 0    | 2335     | 24       | 24    | 6     |
| 2     | Nuška Drašček | Flower in the Snow | 56   | 2032     | 12       | 68    | 4     |
| 3     | Tim Kores     | Open Fire          | 10   | 1543     | 0        | 10    | 8     |
| 4     | Nika Zorjan   | Fse                | 20   | 2419     | 36       | 56    | 5     |
| 5     | KiNG FOO      | Wild Ride          | 14   | 918      | 0        | 14    | 7     |
| 6     | Omar Naber    | On My Way          | 64   | 5165     | 60       | 124   | 1     |
| 7     | BQL           | Heart of Gold      | 42   | 13134    | 72       | 114   | 2     |
| 8     | Raiven        | Zažarim            | 46   | 3292     | 48       | 94    | 3     |

| Vote détaillé des jurys | Vote détaillé des jurys | Vote détaillé des jurys | Vote détaillé des jurys | Vote détaillé des jurys | Vote détaillé des jurys | Vote détaillé des jurys | Vote détaillé des jurys | Vote détaillé des jurys |
| Ordre                   | Chanson                 | Ljubljana               | Kranj                   | Maribor                 | Koper                   | Novo Mesto              | Celje                   | Total                   |
| ----------------------- | ----------------------- | ----------------------- | ----------------------- | ----------------------- | ----------------------- | ----------------------- | ----------------------- | ----------------------- |
| 1                       | Ni panike               | —                       | —                       | —                       | —                       | —                       | —                       | 0                       |
| 2                       | Flower in the Snow      | 8                       | 8                       | 10                      | 10                      | 10                      | 10                      | 56                      |
| 3                       | Open Fire               | —                       | —                       | 2                       | 4                       | 4                       | —                       | 10                      |
| 4                       | Fse                     | 2                       | 6                       | 4                       | 2                       | 2                       | 4                       | 20                      |
| 5                       | Wild Ride               | 4                       | 4                       | —                       | —                       | —                       | 6                       | 14                      |
| 6                       | On My Way               | 10                      | 12                      | 12                      | 12                      | 6                       | 12                      | 64                      |
| 7                       | Heart of Gold           | 12                      | 2                       | 6                       | 6                       | 8                       | 8                       | 42                      |
| 8                       | Zažarim                 | 6                       | 10                      | 8                       | 8                       | 12                      | 2                       | 46                      |

## À l'Eurovision
La Slovénie participe à la première demi-finale, le 9 mai 2017. Arrivé 17e avec 36 points, le pays ne s'est pas qualifié pour la finale.